# Oskar Kokoschka
Oskar Kokoschka [kokoška] (1. března 1886 Pöchlarn, Dolní Rakousy — 22. února 1980 Montreux, Švýcarsko) byl rakouský malíř, ilustrátor a grafik, kromě toho také spisovatel a autor divadelních her (dramatik). Nejznámější jsou jeho intenzivní expresivní portréty, u kterých se snaží vystihnout psychiku a emoce modelu, a malby krajin, především množství městských a krajinných panoramat. Jeho tvorbu ovlivnila vídeňská secese, německý expresionismus a fauvismus. V malbě používá syté barevnosti, energické tahy štětce, deformaci figur.

## Život
Jeho dědeček Václav a strýc Josef z otcovy strany byli pražskými zlatníky, další strýc byl hodinářem. Zlatnickému řemeslu se v rodinné dílně vyučil i Oskarův otec Gustav Josef (1840–1923), ale stal se cestujícím obchodním zástupcem továrny. Matka se jmenovala Marie Romana Loidlová (1861–1934). Oskar se narodil jako druhý syn ze čtyř dětí, nejstarší Gustav zemřel jako batole. Nejmladší syn užíval jméno Bohuslav (1892–1976), což potvrzuje, že v rodině přetrvával český živel. Oskar se narodil 1. března 1886 v Pöchlarnu, následujícího roku otcovy obchodní záměry rodinu dovedly do Vídně. Oskar absolvoval c. a k. státní reálnou školu ve Währingu. Z té doby pocházejí jeho nejstarší dochované kresby a akvarely. Výsledky byly rozporuplné, jeho talent rozpoznal Carl Otto Czeschka, který jej přijal do své třídy. V letech 1905—1909 studoval na Uměleckoprůmyslové škole ve Vídni, kde byl jedním z jeho učitelů Gustav Klimt. Věnoval se především portrétům, ovlivněn Van Goghem a vládnoucí secesí. Velký vliv na něj měl i vídeňský malíř Rudolf Kalvach, kterého považoval za svého učitele.
Navázal vášnivý, často bouřlivý poměr s Almou Mahlerovou-Werfelovou, krátce po smrti její čtyřleté dcery Marie Mahlerové a ukončení jejího poměru s Walterem Gropiem. V roce 1912, po několika společných měsících s ním Alma otěhotněla, dítě si však nechala vzít a odmítla také sňatek. Roku 1914 se vztah rozpadl a Kokoschka dobrovolně narukoval do rakouské armády a bojoval v první světové válce; v Haliči byl těžce zraněn. Kokoschka miloval Almu po celý život a jedna z jeho nejlepších prací, Nevěsta větru (Bouře) vznikla k její poctě. Vztahem s Almou byla inspirována také jeho báseň Allos Markar.
Po 1. světové válce působil několik let v Drážďanech a následně cestoval po Evropě. Roku 1931 se vrátil do Vídně, roku 1934 před sílícím nacismem uprchl do Prahy. Zde maloval mj. portrét prezidenta T. G. Masaryka a poznal i svou budoucí ženu, Češku Oldu Palkovskou. Zároveň inicioval vznik spolku Oskar-Kokoschka-Bund, jemuž předsedal Theo Balden a jenž usiloval o umění nezávislé na nacistické estetice, která jeho obrazy označovala za zvrhlé umění. V Praze namaloval řadu pohledu na Vltavu, Karlův most, Malou Stranu a Staré Město. Obdržel československé státní občanství a krátce po Mnichovské dohodě, 16. října 1938, prchl před nacismem do Anglie. Během 2. světové války zde zůstal, oženil se a aktivně se účastnil emigrantského kulturního života.
Britským občanem se stal roku 1946. Po krátkém pobytu v USA se pak usadil ve Švýcarsku, kde proběhly jeho první velké poválečné výstavy a kde žil až do konce života. Teprve roku 1975 přijal zpět rakouské státní občanství.

## Dílo
Jeho malba bývá srovnávána s německými expresionisty, současníkem Maxem Beckmannem, sochařem, malířem, spisovatelem a projektantem. Oba se snažili o nezávislost na německém expresionismu. Mezi známé Kokoschkovy obrazy patří Větrná nevěsta, Červené vejce, Pohled na Karlův most, portréty přátel: Karla Krause, Mechtildy Lichnovské.
Jedním z jeho spolužáků byla Elsa Oeltjen-Kasimir. Kokoschka byl také ovlivněn dílem Vincenta van Gogha. Pod vlivem Adolfa Loose odmítl secese, která v té době ještě převládala.
Kromě toho psal básně, eseje a zpočátku také dramata, která si od 90. let 20. století znovu získávají popularitu. Roku 1971 vyšla jeho autobiografie nazvaná Mein Leben, roku 1984 pak jeho korespondence.